# Ballon d’Or 2004

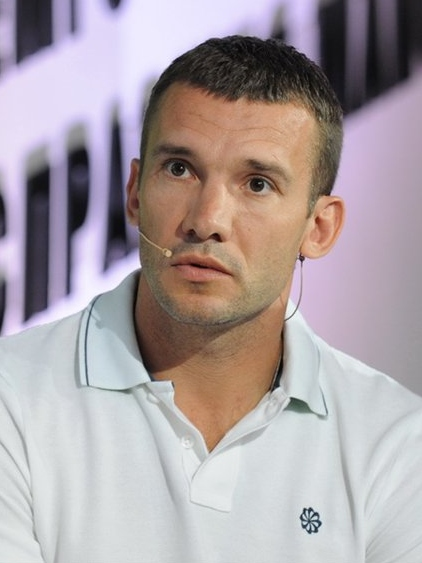
Europas Fußballer des Jahres
Andrij Schewtschenko

Der 49. Ballon d’Or (französisch für Goldener Ball) der Zeitschrift France Football zeichnete Andrij Schewtschenko vom AC Mailand als „Europas Fußballer des Jahres 2004“ aus. Der Preis wurde von einer Jury mit Sportjournalisten aus den 52 Mitgliedsverbänden der UEFA verliehen.
Nach Oleh Blochin (1975) und Ihor Bjelanow (1986) hat Schewtschenko als dritter Ukrainer den begehrten Goldenen Ball gewonnen. Zum dritten Mal in Folge gewann ein Spieler aus der italienischen Liga Serie A. Schewtschenko vom AC Mailand setzte sich vor zwei Spielern des FC Barcelona durch. Bei der 49. Wahl siegte Schewtschenko (Torschützenkönig mit 24 Liga-Treffern in Italien) mit 175 Punkten vor dem Portugiesen Deco (FC Porto und FC Barcelona – 139 Punkte) sowie dem Brasilianer Ronaldinho (FC Barcelona – 133) und trat damit die Nachfolge des Tschechen Pavel Nedvěd (Juventus Turin) an. Seine herausragende Form konnte der Ukrainer mit in die neue Spielrunde retten: Im bisherigen Saisonverlauf bis zur Wahl traf er bereits elfmal in der Serie A sowie dreimal in der Champions League.
Unter den 50 zur Wahl stehenden Spielern war kein Deutscher. Franz Beckenbauer kritisierte deshalb die Vorauswahl: Diese spiegele trotz des frühen Ausscheidens bei der EM in Portugal und der Erfolglosigkeit in den Europapokalen in der vergangenen Saison nicht den wahren Leistungsstand des deutschen Fußballs wider. Bei der Abstimmung erhielt als einziger Vertreter der Fußball-Bundesliga Angelos Charisteas vom deutschen Meister Werder Bremen von den Juroren Punkte. Der griechische Europameister erhielt immerhin 15 Stimmen, während Johan Micoud (ebenfalls Werder Bremen) ebenso leer ausging, wie Aílton (FC Schalke 04) und Tomáš Rosický (Borussia Dortmund).
Die Wahl von Montag, den 13. Dezember 2004:
1. Andrij Schewtschenko  (Ukraine/AC Mailand) 175 Punkte
2. Deco (Portugal/FC Porto/FC Barcelona) 139
3. Ronaldinho (Brasilien/FC Barcelona) 133
4. Thierry Henry (Frankreich/FC Arsenal) 80
5. Theodoros Zagorakis (Griechenland/AEK Athen/FC Bologna) 44
6. Adriano (Brasilien/Inter Mailand) 27
7. Pavel Nedvěd  (Tschechien/Juventus Turin) 23
8. Wayne Rooney (England/FC Everton/Manchester United) 22
9. Ricardo Carvalho (Portugal/FC Porto/FC Chelsea) und Ruud van Nistelrooy (Niederlande/Manchester United) beide 18